# Tilapia à cinq bandes
Tilapia mariae
 (mars 2013).
Espèce
Synonymes
- Tilapia cameronensis Holly, 1927 (préféré par IUCN)
- Tilapia melanopleura (non Duméril, 1861)
- Tilapia zilii (non Gervais, 1848)

Statut de conservation UICN

 LC  : Préoccupation mineure
Le Tilapia à cinq bandes[réf. souhaitée] (Tilapia mariae) est un poisson de l'ordre des Perciformes.
C'est un poisson d'eau douce et saumâtre mesurant 30 cm de long en moyenne mais pouvant atteindre 40cm et possédant une tête courte et arrondie et trois épines anales. Il est de couleur vert olive à jaune clair et a huit ou neuf bandes foncées sur les côtés qui sont plus évidentes à voir chez les jeunes que chez les adultes. Il a également deux à six taches sombres entre les bandes sur le milieu de ses côtés. Il a une croissance et une maturité rapides. Il a également une forte fécondité, des besoins alimentaires simples et il supporte des variables environnementales comme la température de l'eau, la salinité et la pollution étendue. Ces caractéristiques lui ont permis de nombreux domaines.
Originaire de l'Afrique de l'Ouest (Côte d'Ivoire à Ghana et du sud-est du Bénin au Cameroun), il s'est implanté en Australie.

## Galerie

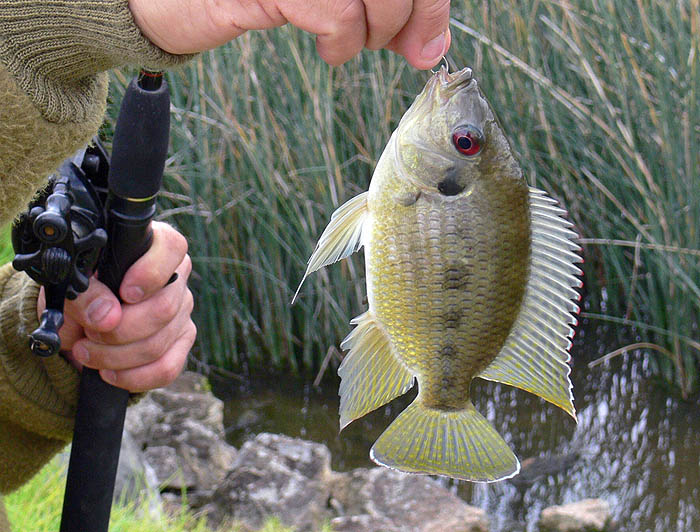
Pêché en Australie-Méridionale.